# Луксор (аеропорт)

Міжнародний аеропорт Луксор (IATA: LXR, ICAO: HELX) — головний аеропорт Луксору, Єгипет. Розташовано за 6 км на схід від міста.
Багато чартерних авіакомпаній використовує аеропорт, оскільки Лускор є популярним туристичним напрямком для відвідувачів долини річки Ніл і Долини царів.
У 2008 аеропорт обслужив 2 168 700 пасажирів (+9,7% проти 2007).
У 2005 аеропорт було модернізовано для обслуговування до 8 млн пасажирів на рік. Послуги для пасажирів включає 48 стійок реєстрації, 8 гейтів, 5 приймальників багажу, пошта, банк, обмін валюти, машини автоматичного обміну, ресторани, кафе, VIP зал, магазин безмитної торгівлі, газетний кіоск, кіоск тютюнових виробів, аптека, магазин сувенірів, бюро подорожей, туристичне бюро, прокат автомобілів, надання першої допомоги, номера для батьків з дітьми, бізнес-центр.
Послуги для вантажу включають охолоджене зберігання, карантин тварин, обробка худоби, працівники охорони здоров'я, рентгенівське обладнання, обладнання фумігації.
Вантажний термінал агента аеропорту EgyptAir Cargo.

## Авіалінії та напрямки на лютий 2017
| Авіакомпанія                       | Пункт призначення                                                      |
| ---------------------------------- | ---------------------------------------------------------------------- |
| Air Cairo                          | Чартер: Амстердам                                                      |
| EgyptAir                           | Каїр, Джидда, Кувейт, Лондон-Хітроу Чартер: Осака-Кансай, Токіо-Наріта |
| EgyptAir оператор EgyptAir Express | Каїр                                                                   |
| Flynas                             | Джидда                                                                 |
| Jazeera Airways                    | Кувейт                                                                 |
| Meridiana                          | Мілан–Мальпенса                                                        |
| Nile Air                           | Каїр                                                                   |
| Qatar Airways                      | Доха                                                                   |
| SunExpress Deutschland             | Дюссельдорф, Франкфурт, Лейпциг-Галле, Мюнхен                          |
| Thomas Cook Airlines               | Лондон-Гатвік                                                          |

## Галерея

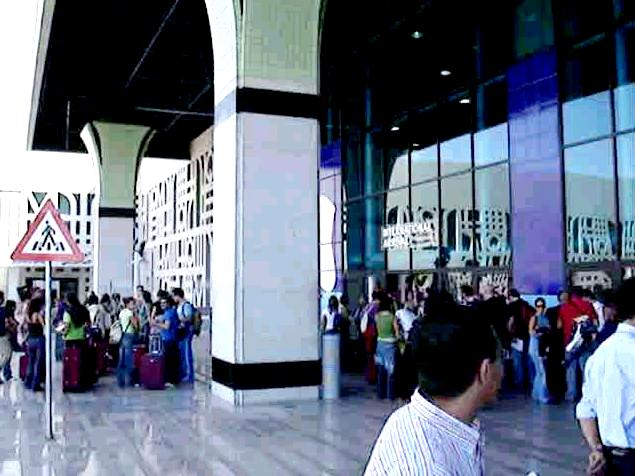
Міжнародний аеропорт Луксор
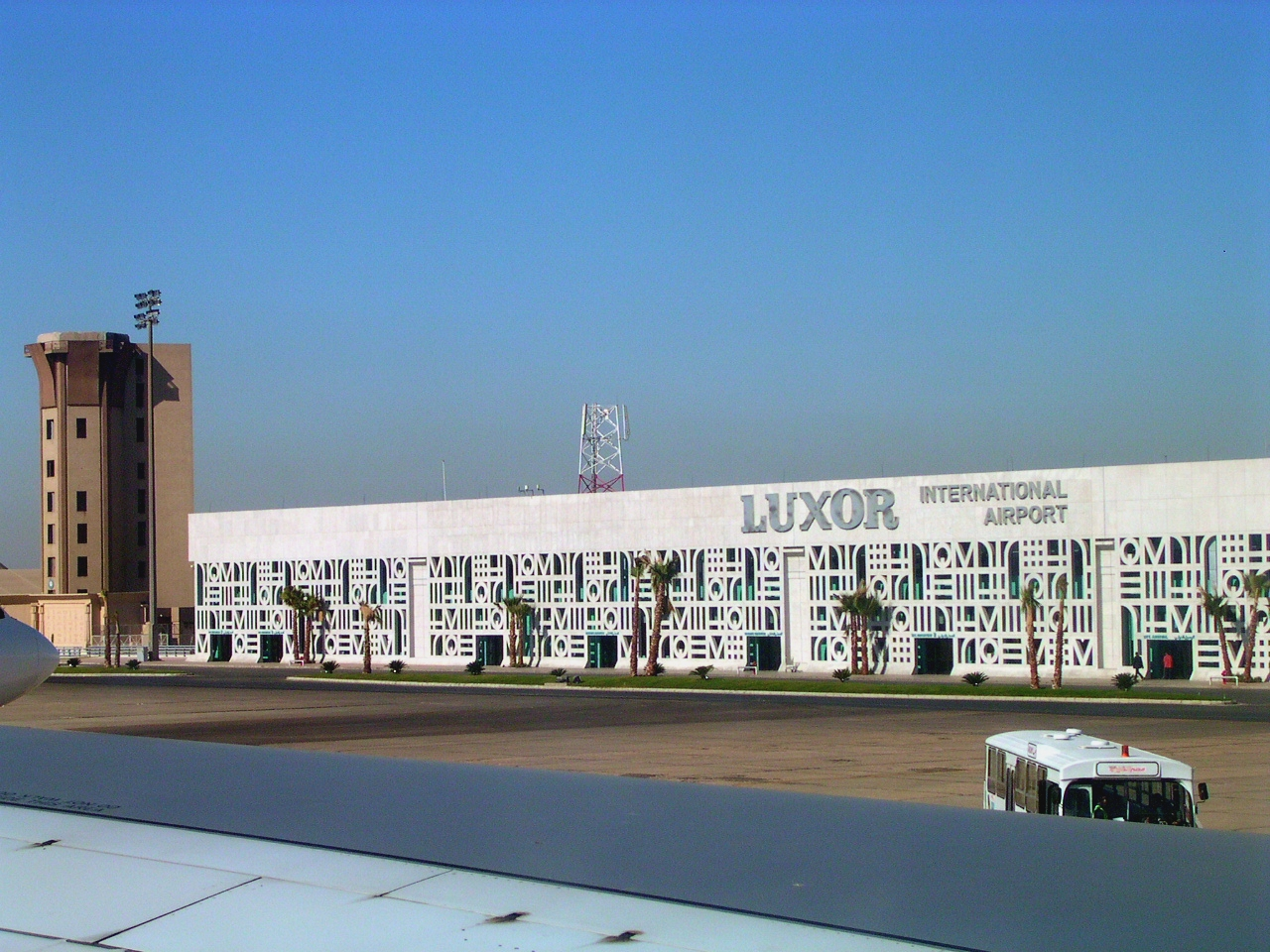
Панорама терміналу у Луксорі

## Ресурси Інтернету
Вікісховище має мультимедійні дані за темою: Луксор (аеропорт)
- http://aviation-safety.net/database/airport/airport.php?id=LXR [Архівовано 3 березня 2016 у Wayback Machine.]